# Rolf Thiele (Rennfahrer)
Rolf Thiele (* 1952; † 28. Juni 1975 in Groningen, Niederlande) war ein deutscher Motorradrennfahrer.

## Werdegang
Der Bremer Rolf Thiele galt als talentierter Rennfahrer und gewann 1974 auf Maico 125 RS den OMK-Juniorenpokal. 1975 absolvierte er seine erste Saison in der Motorrad-Weltmeisterschaft. Er gab sein Debüt beim Großen Preis von Frankreich auf dem Circuit Paul Ricard am 30. März und trat als Privatfahrer in der 125- und der 250-cm³-Klasse an. In der Viertelliterklasse qualifizierte er sich auf seiner Yamaha TZ 250 nicht, in der Achtelliterklasse wurde er auf seiner Maico 125 RS Zwölfter.
Anderthalb Monate später errang Thiele bei seinem Heim-Grand-Prix in Hockenheim mit dem neunten Platz im 125er-Rennen seine ersten WM-Punkte. In der 250-cm³-Klasse hatte er hinter dem amtierenden Weltmeister Walter Villa die zweitbeste Qualifikationszeit erzielt, während des Rennens jedoch Probleme mit seiner Yamaha bekommen und das Rennen daraufhin als 20. beendet. Beim anschließenden Großen Preis der Nationen in Imola schied Thiele im Rennen der Achtelliterklasse aus und war in der 250er-Klasse einer von insgesamt 62 Fahrern, die die Qualifikation für das Rennen nicht schafften.

Der TT Circuit Assen, wie er 1975 befahren wurde. Die Unfallstelle lag zwischen „Strubben“ und „De Bult“.

Rolf Thiele verunglückte am 28. Juni 1975 im Rennen der 250-cm³-Klasse bei der Dutch TT in Assen tödlich. Er verlor in der dritten Runde die Kontrolle über seine Yamaha und stürzte im Streckenabschnitt zwischen „Strubben“ und „De Bult“. Er wurde mit schweren Kopfverletzungen zuerst in das Wilhelminaziekenhuis in Assen verbracht und von dort aus ins Universitätsklinikum in Groningen verlegt, wo er einige Stunden nach dem Unfall starb. Thiele wurde 23 Jahre alt.